# Reynolds Ridge, Antarktis
Reynolds Ridge är en bergstopp i Antarktis. Den ligger i Västantarktis. Inget land gör anspråk på området. Toppen på Reynolds Ridge är 1 949 meter över havet, eller 234 meter över den omgivande terrängen. Bredden vid basen är 8,0 km.
Terrängen runt Reynolds Ridge är platt åt nordväst, men åt sydost är den kuperad. Trakten är obefolkad. Det finns inga samhällen i närheten.